# Kirchenprovinz L’Aquila
Die Kirchenprovinz L’Aquila ist eine der vier Kirchenprovinzen der Kirchenregion Abruzzen-Molise der römisch-katholischen Kirche in Italien.

## Gliederung
Folgende Bistümer gehören zur Kirchenprovinz:
- Metropolitanbistum: Erzbistum L’Aquila
  - Suffraganbistum: Bistum Avezzano
  - Suffraganbistum: Bistum Sulmona-Valva